# Michael Langer
Pour les articles homonymes, voir Langer.
Michael Langer, né le 6 janvier 1985 à Bregenz, est un footballeur autrichien qui joue au poste de gardien de but à Schalke 04.

## Palmarès
| VfB Stuttgart (1)              | SC Fribourg(1)                                        | Schalke 04 (1)                                        |
| ------------------------------ | ----------------------------------------------------- | ----------------------------------------------------- |
| - Bundesliga - Champion : 2007 | - Championnat d'Allemagne de D2 (1) - Champion : 2009 | - Championnat d'Allemagne de D2 (1) - Champion : 2022 |